# Бердюжиха (приток Чумыша)
Бердюжиха — речка в России, в Заринском районе Алтайского края. Левый приток Чумыша.
Протекает по территории Тягунского лесничества, по берегам реки произрастают берёзовые леса. Устье расположено в поселке Среднекрасилово в 215 км по левому берегу реки Чумыш. Длина реки составляет 16 км, площадь водосборного бассейна — 65 км².